# شوية
شوية، هي قرية من فئة (أ) تقع في محافظة رماح، والتابعة لمنطقة الرياض في السعودية. وتبعد شوية عن محافظة رماح بمسافة تقارب (90) كم.